# عدنان زرفی
عدنان عبدخضیر عباس مطر الزرفی مشهور به عدنان زُرُفی (متولد ۱۹۶۶ در نجف)، سیاستمدار نخست‌وزیر سابق عراق است که در  ۷ مه ۲۰۲۰ از سمت خود استفا داد.
عدنان الزرفی در سه دوره مختلف استاندار نجف بوده و از سال ۲۰۱۸ تاکنون نماینده پارلمان عراق است. وی وابسته به حزب الدعوه بود ولی در سال ۲۰۰۹ از این حزب خارج شد و تشکل الوفاء را شکل داد و دبیرکل این جنبش شد. زرفی از سال ۲۰۱۸ تاکنون نماینده پارلمان عراق است و سمت ریاست فراکسیون النصر در پارلمان را به‌عهده دارد. پس از اینکه عدنان زرفی ازسوی برهم صالح رئیس‌جمهور عراق مأمور تشکیل دولت شد گروه‌های سیاسی و نظامی نزدیک به ایران به شدت به این تصمیم اعتراض کردند.

## زندگی
او دارای تابعیت دوگانهٔ عراقی - آمریکایی است. این سیاستمدار عراقی در سه مقطع استاندار نجف شده (سال‌های ۲۰۰۴ تا ۲۰۰۵ و ۲۰۰۹ تا ۲۰۱۳ و ۲۰۱۳ تا ۲۰۱۵) و در جریان اعتراض‌های اخیر خیابانی به عنوان یکی از چهره‌های مهم در این اعتراضات معرفی شد.
زرفی دارای کارشناسی ارشد امنیت و برنامه‌ریزی استراتژیک از دانشگاه بغداد و دکتری فقه از دانشگاه کوفه است.